# 남해군의 향토유적
남해군의 향토유적은 문화재보호법, 전통건조물보존법 또는 경상남도문화재 보호조례의하여 국가 및 도지정문화재 또는 전통건조물로 지정되지 아니한 것으로서 향토사적, 학술적, 예술적으로 중요하여 보존할 가치가있다고 인정되는 유적(유물을 포함한다.)이다.

## 참고 문헌
- 남해군 홈페이지 - 고시/공고[깨진 링크(과거 내용 찾기)]